# قسمة العمراني
قسمة العمراني هي شاعرة وكاتبة سعودية مُعاصرة، من مواليد مدينة حقل الواقعة على رأس خليج العقبة في أقصى شمال غرب السعودية، وتنحدر من قبيلة العمران إحدى عشائر الحويطات.

## حياتها
درست المرحلة الابتدائية والمتوسطة والثانوية في مدينة حقل. وأكملت دراستها الجامعية في مدينة الرياض، وتخرجت منها عام (1414 هـ / 1415 هـ). تعمل في مجال التعليم في مدينة حقل منذ العام (1416هـ).
تميزت منذ الصغر بحبها للأدب والشعر والخطابة ورافقت المنابر الإعلامية منذ نعومة أظفارها حيث كانت دائمة المشاركة في الأنشطة المدرسية من إذاعة وتمثيل وغيرها وبرزت بشكل لافت بين قريناتها في هذا المجال وغيره من المجالات الآخرى كالرسم والخط والتصميم والخطابة وغيرها، وقد كانت عمودا فقريا في الإذاعة الصباحية والاحتفالات المدرسية طوال مراحل دراستها واستمرت برفقة المنابر اثناء الدراسة الجامعية وإكمال مسيرة عشقها للكتابة والإعلام من خلال الصحافة وبعض وسائل الإعلام المسموعة، بدأت النشر منذ بداية المرحلة الثانوية من خلال صفحات القراء عبر مجموعة من المطبوعات السعودية كجريدة الرياضية ومجلة اليمامة وغيرها إلى أن حررت العديد من الزوايا في مختلف الصحف الرسمية كصحيفة الرياض والجزيرة وعكاظ والبلاد منذ المرحلة الجامعية ومازالت تتعاطى عشق الكتابة من خلال وسائل النشر وقد برعت في مجال كتابة القصيدة النبطية والمقالات الأدبية تتواجد بشكل دائم ومستمر من خلال كل قنوات النشر سواء الورقية أو الإلكترونية كالمنتديات والفيس بوك وتويتر وسجلت تواجدا مكثفا ومميزا من خلالها، اشتهرت بأسم ساقية عطر والذي يحمله ديوانها الشعري، كما أنها نعتت مدينتها حقل بأسم حاضنة البحر وأنتشرت تلك التسمية على مدينة حقل مسقط رأسها حتى أصبحت مرادفة للأسم الأصلي.

## مشاركاتها
1. شاركت لأول مره في مهرجان الجنادرية أثناء المرحلة الجامعية.
2. شاركت في مهرجان الجنادرية في ذكرى المئوية لتأسيس المملكة العربية السعودية.
3. شاركت في إقامة أمسية في مركز الأمير سلمان الاجتماعي بالرياض عام 1418هـ.
4. شاركت في مهرجان تبوك الصيفي بأمسية شعرية بمركز الأمير سلطان الحضاري عام 1425هـ. وكانت الأمسية النسائية الأولى على مستوى المنطقة وأيضا المركز.
5. شاركت في مهرجان الطائف السياحي تحت رعاية إمارة الطائف عام 1426 هـ.
6. شاركت في مهرجان الجنادرية لعام 1431هـ.
7. شاركت في مهرجان الجنادرية لعام 1432هـ.
8. شاركت في العديد من الأمسيات الشعرية في مختلف مناطق المملكة.
9. شاركت في العديد من اللقاءات الإذاعية والصحفية.
10. شاركت في العديد من الملتقيات الثقافية والفكرية.

## أعمالها
. إصدار تعليمي بعنوان: حقل التنوير يتناول مسيرة تعليم البنات بمحافظة حقل منذ البدايات
وهو الإصدار الأول في هذا الشأن على مستوى المحافظة.
- ديوان شعر عامي بعنوان: ساقية عطر
- كتاب مذكرات اجتماعية فلسفية بعنوان: القرية التي هي : حاضنة البحر

- رواية بعنوان: أقدام بلا طريق
- تحرير العديد من الزوايا والأعمدة الصحفية في العديد من المطبوعات الورقية والإلكترونية منها: أربع ورقات حب في جريدة البلاد وصمت في ثرثرة في جريدة عكاظ وبكل الحب في مجلة مشاعر وساقية عطر في مجلة اليمامة وبعض الصحف الإلكتروتية وغيرها.
- المشاركة بكتابة النشيد الترحيبي بمناسبة زيارة خادم الحرمين الملك عبد الله بن عبد العزيز الأولى لمنطقة تبوك بعنوان: صباح الشوق ياوطتي باللغة العربية الفصحى ضمن مشاركة إدارة التربية والتعليم في احتفالات الزيارة.
- مشاركات آخرى كثيرة ومتعددة في المجالين التعليمي والإعلامي.

## القصائد
شعر عمودي: 
- الطباشير
- وطن عمري
- عازف الناي
- عقل مرتاب
- أكسجين الأمل
- يضيع إنسان
- جسم عاري
- الـ يمنعون الماي
- قرناس
- البرد
- راعبية
- سدرة الحكي
- غنوة مسافر
- ساقية عطر
- زمن طيش
- سلمى وفيروز
- وحده الفرقدين (مرثية في والدها)
- عشق بلاد
- تبوك المذهلة
- حلم غافي
- أباجورة
- مقدر على التوبة
- تب اللعين
- شوارع قديمة
- الغياب
- ياهيه
- الليل
- فمان الله يامحمّد (مرثية في شقيقها)
- باكر إذا نعشي رحل للمقابر
- ظمى الفنجال
- خيول الفكر
- زار القصيد
- شاعري قوم بك الليل
- متن السحاب
- يمه
- عشق في الله [1]

شعر التفعيلة:
- هوية وانتماء
- سندويشة
- شهرزاد
- يعذرني الغايب
- ياغالية
- أتعبت مرقابي
- انطفي وأظلم علي
- ينجرح فيني ولا غيره يسيل
- حضرته مات وتركني. (مرثية في والدها)
- نبض بعروقي ينادي. (في مدينة حقل)
- كرنفال دمع
- الإغاثات الأخيرة
- حكاية بنت سمراء
- حلم صبياني صغير
- نجمة الليل الحزين
- كرنفال دمع
- غريب
- نصوص مكبسلة

ولها قصائد أخرى.

## روابط خارجية
- وكالة أنباء الشعر
- مجلة اليمامة
- جريدة الصباح
- صدى تبوك
- صدى تبوك